# Distrito de Trita
El distrito de Trita es uno de los veintitrés que conforman la provincia de Luya, ubicado en el departamento de Amazonas, en el Norte del Perú. Limita por el Norte con el distrito de Lámud y por el Sur con el distrito de Luya.
Desde el punto de vista jerárquico de la Iglesia católica forma parte del Diócesis de Chachapoyas.

## Historia
El distrito fue creado el 12 de febrero de 1960 mediante Ley N.º 13383, en el segundo gobierno del Presidente Manuel Prado Ugarteche

## Geografía
Abarca una superficie de 12,68 km² y tiene una población estimada mayor a 1 000 habitantes. 
Su capital es el centro poblado de Trita.

## Pueblos y caseríos del distrito de Trita
- Trita
- Cruzpata
- Chaquil
- Cohetashon
- Chuchirita

## Autoridades

### Municipales
- 2015 - 2018[2]
  - Alcalde: Luzman Cuipal Valqui, del Movimiento Independiente Surge Amazonas.
  - Regidores:

  1. Edwin Fernando Rojas Cachay (Movimiento Independiente Surge Amazonas)
  2. Moisés Zuta Oxolon (Movimiento Independiente Surge Amazonas)
  3. Lleyner Chuquizuta Reina (Movimiento Independiente Surge Amazonas)
  4. Elita Alvarado Llanos (Movimiento Independiente Surge Amazonas)
  5. Nelson Valqui Vallejos (Movimiento Regional Fuerza Amazonense)

### Religiosas
- Obispo de Chachapoyas: Monseñor Emiliano Antonio Cisneros Martínez, OAR.